# Hygrophila intermedia
Hygrophila intermedia är en akantusväxtart som beskrevs av Imlay. Hygrophila intermedia ingår i släktet Hygrophila och familjen akantusväxter. Inga underarter finns listade i Catalogue of Life.